# Malcolmia
Malcolmia é um género botânico pertencente à família Brassicaceae.
Entre as suas espécies, incluem-se:
- Malcolmia africana
- Malcolmia boissieriana
- Malcolmia flexuosa
- Malcolmia littorea - goivo-da-praia, goivinho-da-praia
- Malcolmia maritima
- Malcolmia ramosissima
- Malcolmia triloba - goivo-da-praia, goivo-do-reino, goivinho-da-praia ou goivo
  - Malcolmia triloba subsp. gracilima
  - Malcolmia triloba subsp. patula
  - Malcolmia triloba subsp. triloba
- Malcolmia turkestanica